# Mariusz Jop
Pour les articles homonymes, voir Jop.
 (novembre 2013).
Si vous disposez d'ouvrages ou d'articles de référence ou si vous connaissez des sites web de qualité traitant du thème abordé ici, merci de compléter l'article en donnant les références utiles à sa vérifiabilité et en les liant à la section « Notes et références ».
 Mariusz Jop, né le 3 août 1978 à Ostrowiec Świętokrzyski, est un footballeur polonais. Il jouait au poste de défenseur central.

## Carrière

### En club
En 1999, Mariusz Jop signe au Wisla Cracovie. Peu titulaire, il est prêté au Widzew Łódź. Il revient au Wisla Cracovie en 2002. Il y obtient sa place en tant que titulaire au sein de la défense centrale et devient par deux fois d'affilée champion de Pologne.
En 2004, il rejoint le FK Moscou.

### En équipe nationale
Il a honoré sa première sélection le 30 avril 2003 à l'occasion d'un match contre l'équipe de Belgique.
Jop participe à la coupe du monde 2006 avec l'équipe de Pologne.
Le sélectionneur de l'Équipe de Pologne, Leo Beenhakker, le retient parmi l'effectif de vingt-trois joueurs appelé à participer à l'Euro 2008. 

### Palmarès
Avec le  Wisla Cracovie :
- Champion de Pologne : 2003 et 2004

Avec le FK Moscou :
- Finaliste de la Coupe de Russie : 2007

## Statistiques
| Club                    | Nation          | Saison          | Division   | Championnat | Championnat | Coupe  | Coupe | Coupe d'Europe | Coupe d'Europe | Coupe d'Europe | Total  | Total |
| Club                    | Nation          | Saison          | Division   | Matchs      | Buts        | Matchs | Buts  | Coupe          | Matchs         | Buts           | Matchs | Buts  |
| ----------------------- | --------------- | --------------- | ---------- | ----------- | ----------- | ------ | ----- | -------------- | -------------- | -------------- | ------ | ----- |
| Wisła Cracovie          |                 | 2009-2010       | Division 1 | 12          | 0           | 0      | 0     | -              | 1              | 0              | 1      | 0     |
| FK Moscou               |                 | 2009            | Division 1 | 3           | 0           | 0      | 0     |                |                |                | 3      | 0     |
| FK Moscou               | 2008            | Division 1      | 23         | 0           | 2           | 0      | -     | 3              | 0              | 28             | 0      |       |
| FK Moscou               | 2007            | Division 1      | 9          | 0           | 3           | 0      |       |                |                | 12             | 0      |       |
| FK Moscou               | 2006            | Division 1      | 9          | 0           | 2           | 0      | -     | 1              | 0              | 12             | 0      |       |
| FK Moscou               | 2005            | Division 1      | 27         | 1           | 2           | 0      |       |                |                | 29             | 1      |       |
| FK Moscou               | 2004            | Division 1      | 15         | 3           | 1           | 0      |       |                |                | 16             | 3      |       |
| Wisła Cracovie          |                 | 2003-2004       | Division 1 | 16          | 2           | 1      | 0     | -              | 7              | 0              | 24     | 2     |
| Wisła Cracovie          | 2002-2003       | Division 1      | 23         | 2           | 8           | 2      | -     | 10             | 0              | 41             | 4      |       |
| Wisła Cracovie          | Janv.-Juin 2002 | Division 1      | 7          | 0           | 8           | 1      |       |                |                | 15             | 1      |       |
| Widzew Łódź (en prêt)   |                 | 2001-Janv. 2002 | Division 1 | 11          | 2           | 1      | 0     |                |                |                | 12     | 2     |
| Widzew Łódź (en prêt)   | 2000-2001       | Division 1      | 15         | 0           |             |        |       |                |                | 15             | 0      |       |
| Wisła Cracovie          |                 | 1999-2000       | Division 1 | 13          | 2           | 8      | 1     |                |                |                | 21     | 3     |
| Ostrowiec Świętokrzyski |                 | 1998-1999       | Division 2 | 27          | 2           | 1      | 0     |                |                |                | 28     | 2     |
| Ostrowiec Świętokrzyski | 1997-1998       | Division 1      | 31         | 1           | 1           | 0      |       |                |                | 32             | 1      |       |
| Ostrowiec Świętokrzyski | 1996-1997       | Division 2      | 16         | 0           |             |        |       |                |                | 16             | 0      |       |
| Total                   |                 |                 |            | 245         | 15          | 38     | 4     |                | 22             | 0              | 305    | 19    |